# Stichopathes japonica
Stichopathes japonica är en korallart som beskrevs av Silberfeld 1909. Stichopathes japonica ingår i släktet Stichopathes och familjen Antipathidae. Inga underarter finns listade i Catalogue of Life.